# Chlamydia trachomatis
Chlamydia trachomatis jsou gramnegativní bakterie, které parazitují uvnitř vnímavých buněk sliznic. Jedná se o jednoho ze tří původců chlamydiózy. Bakterie má dvoufázový životní cyklus, který se odehrává mimo i uvnitř buňky. Cyklus je ukončen prasknutím buňky a výsevem infekčních tělísek, které infikují další buňky. Tento cyklus trvá obvykle 48 až 72 hodin. Chlamydia trachomatis se přenáší pohlavním stykem a může u mužů i u žen způsobit vážné zdravotní komplikace.

## Příznaky
Mezi příznaky patří:
- u žen:
  - 80 % žen nemá žádné příznaky
  - neobvyklý vaginální výtok
  - bolest či pálení při močení
  - bolest při pohlavním styku
  - bolest v podbřišku
  - v některých případech krvácení s různou intenzitou
- u mužů:
  - 50 % mužů nemá žádné příznaky
  - neobvyklý výtok z penisu
  - řezání nebo pálení při močení
  - časté močení nebo problém udržet moč
  - napětí nebo bolest ve varlatech